# Рейнелл (Західна Вірджинія)
Рейнелл (англ. Rainelle) — місто (англ. town) в США, в окрузі Ґрінбраєр штату Західна Вірджинія. Населення — 1190 осіб (2020).

## Географія
Рейнелл розташований за координатами 37°58′5″ пн. ш. 80°46′15″ зх. д. / 37.96806° пн. ш. 80.77083° зх. д. (37.967947, -80.770699).  За даними Бюро перепису населення США в 2010 році місто мало площу 2,89 км², з яких 2,89 км² — суходіл та 0,01 км² — водойми.

## Демографія
Згідно з переписом 2010 року, у місті мешкало 1505 осіб у 675 домогосподарствах у складі 387 родин. Густота населення становила 520 осіб/км².  Було 806 помешкань (278/км²).
Расовий склад населення:
| - 96,9 % — білих - 0,7 % — чорних або афроамериканців - 0,3 % — азіатів - 0,2 % — корінних американців |

До двох чи більше рас належало 1,7 %. Частка іспаномовних становила 0,7 % від усіх жителів.
За віковим діапазоном населення розподілялося таким чином: 19,7 % — особи молодші 18 років, 56,8 % — особи у віці 18—64 років, 23,5 % — особи у віці 65 років та старші. Медіана віку мешканця становила 45,3 року. На 100 осіб жіночої статі у місті припадало 80,7 чоловіків;  на 100 жінок у віці від 18 років та старших — 78,8 чоловіків також старших 18 років.
Середній дохід на одне домашнє господарство  становив 35 520 доларів США (медіана — 25 000), а середній дохід на одну сім'ю — 44 423 долари (медіана — 42 944). Медіана доходів становила 30 882 долари для чоловіків та 25 859 доларів для жінок. За межею бідності перебувало 29,3 % осіб, у тому числі 39,5 % дітей у віці до 18 років та 18,2 % осіб у віці 65 років та старших.
Цивільне працевлаштоване населення становило 449 осіб. Основні галузі зайнятості: роздрібна торгівля — 18,9 %, мистецтво, розваги та відпочинок — 16,5 %, освіта, охорона здоров'я та соціальна допомога — 14,7 %.